# Brooke Nevin
Brooke Nevin (nacida el 22 de diciembre de 1982 en Toronto, Canadá) es una actriz canadiense.

## Biografía
Brooke Candice Nevin nació en 1982 en Toronto, Ontario. Hija de Monique y Robert Nevin un jugador de Hockey profesional ya jubilado, tiene una hermana llamada Kaleigh. En el ámbito de su vida personal, cabe mencionar que Nevin habla fluidamente el idioma francés.

## Comienzos de su carrera
Debutó ante las cámaras en 1997, cuando participó en un episodio de la serie Goosebumps, con el papel de Erin Wright, un robot diseñado por el Dr Wright para probar su nueva atracción en un parque temático. A partir de entonces, desarrolló una prometedora carrera, tanto en cine como en televisión. En la pantalla grande, sus créditos incluyen participaciones en dramas como Short for Nothing; y comedias como El juego de los errores, protagonizada por Ray Liotta y Shaun Sipos; The Comebacks, con Carl Weathers, Melora Hardin y Matthew Lawrence; Sherman's Way, con James LeGros, Enrico Colantoni y Donna Murphy; Infestation, la cual protagonizó junto a Chris Marquette y Kinsey Packard; I'll Always Know What You Did Last Summer y My Suicide (2009), en la que trabajó con Gabriel Sunday, David Carradine y Mariel Hemingway, entre otros. En televisión, es recordada principalmente por haber interpretado a Rachel Berenson en Animorphs, serie en la que estuvo entre 1998 y 1999, fue Nikki Hudson en Los 4400, y tuvo el papel de Brooke en Imaginary Bitches entre 2008 y 2009. Fue además actriz invitada en otros tantos programas como Are You Afraid of the Dark?, Twice in a Lifetime, In a Heartbeat, Doc, Seriously Weird, Skin, Sin rastro, Charmed, Smallville, Sobrenatural, Everwood, My Boys, Anatomía de Grey, Eli Stone, Worst Week, Navy NCIS: Naval Criminal Investigative Service, How I met your mother, y más recientemente se la vio como Sonja Lester en Call Me Fitz.
Actualmente Brooke interpreta el rol protagónico de Julianne "Jules" Simms, en la nueva serie de A&E, Breakout Kings (2011).
Otros de sus créditos incluyen los telefilmes Running Wild, Haven, A Very Cool Christmas y Catherine & Annie.

## Filmografía

### Cine
| Año  | Título                                    | Personaje        | Notas              |
| ---- | ----------------------------------------- | ---------------- | ------------------ |
| 1998 | Short for Nothing                         | Dawn / Hija      |                    |
| 2006 | Comeback Season                           | Christine Pearce |                    |
| 2006 | I'll Always Know What You Did Last Summer | Amber Williams   | Directo-a-vídeo    |
| 2007 | One of Our Own                            | Marie            | Escenas eliminadas |
| 2007 | The Comebacks                             | Michelle Fields  |                    |
| 2008 | Sherman's Way                             | Addy             |                    |
| 2009 | Archie's Final Project                    | Sierra Silver    |                    |
| 2009 | Infestation                               | Sara             |                    |
| 2011 | Cookie                                    |                  | Película corta     |
| 2012 | Alter Egos                                | Claudel          |                    |
| 2015 | Stolen from Suburbia                      | Anna             |                    |
| 2018 | The Thinning: New World Order             | Dra. Langley     |                    |
| 2020 | Her Secret Family Killer                  | Sarah            |                    |
| 2021 | Construction                              | Jessica          | Posproducción      |

### Televisión
| Año             | Título                                          | Personaje               | Notas |
| --------------- | ----------------------------------------------- | ----------------------- | --- |
| 1996            | Jonovision                                      | Pequeña señorita Muffet | Episodio: "Phobias" |
| 1997            | Goosebumps                                      | Erin Wright             | "A Shocker on Shock Street" (T 3: Epi 1)                                                                               |
| 1998            | Running Wild                                    | Angela Robinson         | Película de televisión                                                                                                 |
| 1998–1999       | Animorphs                                       | Rachel Berenson         | Personaje principal. 26 Episodios                                                                                      |
| 1999            | Are You Afraid of the Dark?                     | Dani                    | Episodio: "The Tale of Bigfoot Ridge" (T 1: Epi 13)                                                                    |
| 1999            | Twice in a Lifetime                             | Joven Katie             | Episodio: "Blood Brothers" (T 1: Epi 7)                                                                                |
| 1999            | Tales from the Cryptkeeper                      | Jan                     | Voz. Episodio: "Too Cool for School"                                                                                   |
| 2000            | The Famous Jett Jackson                         | Cherilee                | Episodio: "Step Up" (T 3: Epi 1)                                                                                       |
| 2001            | Haven                                           | Terri Sayles            | CBS. Película de televisión                                                                                            |
| 2001            | In a Heartbeat                                  | Lissa                   | Episodio: "The Boy's No Good" (T 1: Epi 18)                                                                            |
| 2001            | Doc                                             | Blair                   | Episodio: "Home Is Where the Heart Is" (T 2: Epi 4)                                                                    |
| 2001            | Loves Music, Loves to Dance                     | Anne Sheridan           | ION. Película de televisión                                                                                            |
| 2002            | Guilty Hearts                                   | Missy Carrow            | CBS. Película de televisión                                                                                            |
| 2002            | I Love Mummy                                    | Brenda Hadley           | Personaje principal |
| 2002            | Seriously Weird                                 | Claudia Marinelli       | Episodios desconocidos                                                                                                 |
| 2003            | Skin                                            | Roxy                    | Episodio: "Amber Synn" (T 1: Epi 4)                                                                                    |
| 2004            | Strange Days at Blake Holsey High               | Diana Music             | Episodio: "Allure" (T 3: Epi 3)                                                                                        |
| 2004            | A Very Cool Christmas                           | Lindsay Dearborn        | Película de televisión                                                                                                 |
| 2004-2006       | The 4400                                        | Nikki Hudson            | Recurrente. 7 Episodios                                                                                                |
| 2005            | Without a Trace                                 | Nell Clausen            | Episodio: "4.0" (T 3: Epi 11)                                                                                          |
| 2005            | Charmed                                         | Hope                    | Episodio: "Little Box of Horrors" (T 7: Epi 18)                                                                        |
| 2005            | Head Cases                                      | Madeline Barton         | Episodio: "S(elf) Help" (T 1: Epi 2)                                                                                   |
| 2005            | Smallville                                      | Buffy Sanders           | Episodio: "Thirst" (T 5: Epi 5)                                                                                        |
| 2005            | Supernatural                                    | Katherine               | Episodio: "Asylum" (T 1: Epi 10)                                                                                       |
| 2006            | Everwood                                        | Ellie                   | Episodio: "An Ounce of Prevention" (T 4: Epi 13)                                                                       |
| 2006            | A Daughter's Conviction                         | Jo Hansen               | Lifetime. Película de televisión                                                                                       |
| 2006            | My Boys                                         | Traci                   | Episodio: "Team Chemistry" (T 1: Epi 3)                                                                                |
| 2007            | Gravity                                         |                         | Piloto. No vendido |
| 2007            | Grey's Anatomy                                  | Tricia Hale             | Episodio: "Forever Young" (T 4: Epi 8)                                                                                 |
| 2008            | Eli Stone                                       | Molly Foster            | Episodio: "I Want Your Sex" (T 1: Epi 9)                                                                               |
| 2008            | My Name Is Earl                                 | Hija de Kimmi           | Episodio: "We've Got Spirit" (T 4: Epi 6)                                                                              |
| 2008 2009       | Worst Week                                      | Chloe Clayton           | Episodios: "The Monitor" (T 1: Epi 3), "The Truck" (T 1: Epi 4), "The Wedding" (T 1: Epi 9), "The Party" (T 1: Epi 16) |
| 2008 2009       | Imaginary Bitches                               | Brooke                  | Serie Web. Personaje principal. 11 Episodios                                                                           |
| 2009            | Catherine & Annie                               | Lauren                  | Película de televisión                                                                                                 |
| 2009            | Come Dance at My Wedding                        | Cyd Merriman            | Película de televisión                                                                                                 |
| 2009            | NCIS                                            | Rachael Sparks          | Episodio: "Code of Conduct" (T 7: Epi 5)                                                                               |
| 2010            | How I Met Your Mother                           | Amanda                  | Episodio: "Say Cheese" (T 5: Epi 18)                                                                                   |
| 2010            | 'Til Death                                      | Kelly                   | Episodio: "Family Vacation" (T 4: Epi 26)                                                                              |
| 2010            | The League                                      | Lily                    | Episodio: "Bro-Lo El Cuñado" (T 2: Epi 2)                                                                              |
| 2010 2013       | Call Me Fitz                                    | Sonja Lester            | 17 Episodios |
| 2011–2012       | Breakout Kings                                  | Julianne Simms          | Personaje principal |
| 2012            | Underwater                                      | Veronica                | Episodio: "You Got Perspective?"                                                                                       |
| 2012, 2014-2015 | CSI: Crime Scene Investigation                  | Maya Russell            | 4 Episodios. Episodio: "Homecoming" (T 12: Epi 22)                                                                     |
| 2013            | Chicago Fire                                    | Tara Little             | 4 Episodios |
| 2013            | Cracked                                         | Dra. Clara Malone       | Personaje principal (T 2)                                                                                              |
| 2013            | Motive                                          | Heather Williamson      | Episodio: "Bad Blonde" (T 2: Epi 6)                                                                                    |
| 2014            | Perception                                      | Shelby Coulson          | Episodios: "Prologue", "Silence", "Dirty"                                                                              |
| 2015            | Signed, Sealed, Delivered: From Paris with Love | Caitlin                 | Hallmark Movies & Mysteries. Película de televisión                                                                    |
| 2015            | Longmire                                        | Nikki                   | Episodio: "Four Arrows"                                                                                                |
| 2015            | Major Crimes                                    | Sra. Palmer             | Episodio: "Taking the Fall"                                                                                            |
| 2015            | On the Twelfth Day of Christmas                 | Maggie Chalke           | Hallmark. Película de televisión                                                                                       |
| 2016            | Hometown Hero                                   | Kelsey                  | PixL. Película de televisión                                                                                           |
| 2016            | Quantum Break                                   | Emily Burke             | 4 Episodios |
| 2016            | Scorpion                                        | Linda                   | Recurrente (T 2) |
| 2016            | Film School Shorts                              | Ari                     | Episodio: "Future" |
| 2016            | Journey Back to Christmas                       | Sarah                   | Hallmark. Película de televisión                                                                                       |
| 2017            | The Wrong Mother                                | Vanessa                 | Lifetime. Película de televisión                                                                                       |
| 2017            | The Christmas Cure                              | Vanessa Turner          | Hallmark. Película de televisión                                                                                       |
| 2017            | Lethal Weapon                                   | Sara Burns              | Episodio: "Dancing in September"                                                                                       |
| 2018            | S.W.A.T.                                        | Ally                    | Episodio: "Blindspots"                                                                                                 |
| 2018            | Carter                                          | Winter Wood             | Episodios: "The Flood", "Koji the Killer"                                                                              |
| 2018            | Jingle Around the Clock                         | Elle                    | Hallmark. Película de televisión                                                                                       |
| 2018            | Peaked in High School                           | Charlotte               | Piloto. No vendido |
| 2020            | Council of Dads                                 | Lauren                  | Episodios: "Who Do You Wanna Be?", "Dear Dad", "Stormy Weather"                                                        |

## Premios y nominaciones
| Año  | Otorga              | Premio                                                                                               | Trabajo           | Resultado |
| ---- | ------------------- | --- | ----------------- | --------- |
| 1999 | Young Artist Awards | Mejor desempeño en una Película de televisión / Piloto / Miniserie o Serie - Actriz de soporte joven | Running Wild      | Nominada  |
| 2009 | Daytime Emmy Awards | Nuevas aproximaciones - Entretenimiento de día                                                       | Imaginary Bitches | Nominada  |
| 2011 | Gemini Awards       | Mejor desempeño de grupo en un programa de Comedia o Serie                                           | Call Me Fitz      | Nominada  |
| 2011 | Gemini Awards       | Mejor desempeño por una Actriz principal en un personaje continuo en una Serie de Comedia            | Call Me Fitz      | Nominada  |
| 2011 | Golden Nymph        | Actriz destacada - Serie de Comedia                                                                  | Call Me Fitz      | Nominada  |